# Gynopygoplax daphne
Gynopygoplax daphne är en insektsart som först beskrevs av Carl Stål 1865.  Gynopygoplax daphne ingår i släktet Gynopygoplax och familjen spottstritar. Inga underarter finns listade i Catalogue of Life.